# 秦良恵
秦 良恵（チン・ヤンヘ、朝鮮語: 진양혜、1968年5月21日 - ）は、大韓民国のアナウンサー、元韓国放送公社（KBS）所属。

## 学歴
- 1987年、梨花女子高等学校卒業
- 1991年、梨花女子大学校数学科(1987学番)

## 経歴
1993年から1997年までは第19期KBS公開採用のアナウンサーを務めた。その後は韓国女性財団広報大使、国際医療NGOグローバルケア広報大使を経て、2024年1月に国民の力に入党した。